# Zanoach
Zanoach (hebrejsky זָנוֹחַ‎, v oficiálním přepisu do angličtiny Zanoah) je vesnice typu mošav v Izraeli, v Jeruzalémském distriktu, v Oblastní radě Mate Jehuda.

## Geografie
Leží v nadmořské výšce 284 metrů v místech, kde západní okraj zalesněných svahů Judských hor přechází do pahorkatiny Šefela. Podél východního okraje obce teče údolím vádí Nachal Zanoach, do kterého ústí zprava vádí Nachal Azen, Nachal ha-Me'ara a Nachal Dolev.
Obec se nachází 35 kilometrů od břehu Středozemního moře, cca 43 kilometrů jihovýchodně od centra Tel Avivu, cca 23 kilometrů jihozápadně od historického jádra Jeruzalému a 1 kilometr jihovýchodně od Bejt Šemeš. Zanoach obývají Židé, přičemž osídlení v tomto regionu je etnicky převážně židovské.
Zanoach je na dopravní síť napojen pomocí lokální silnice číslo 3855.

## Dějiny
Zanoach byl založen v roce 1950. Novověké židovské osidlování tohoto regionu začalo po válce za nezávislost tedy po roce 1948, kdy Jeruzalémský koridor ovládla izraelská armáda a kdy došlo k vysídlení většiny zdejší arabské populace.
Ke zřízení mošavu došlo 8. října 1950. Zakladateli byla skupina Židů z Jemenu. Ti se zde ale neudrželi a vesnice byla dosídlena židovskými přistěhovalci z Maroka. Obec je napojená na organizaci Agudat Jisra'el. Jméno vesnice je odvozeno od dřívějšího arabského místního názvu Chirbet Zanua. V souvislosti s rozvojem města Bejt Šemeš se mošav stal faktickou součástí jeho zastavěného území.

## Demografie
Podle údajů z roku 2014 tvořili naprostou většinu obyvatel v Zanoach Židé (včetně statistické kategorie "ostatní", která zahrnuje nearabské obyvatele židovského původu ale bez formální příslušnosti k židovskému náboženství).
Jde o menší obec vesnického typu s dlouhodobě mírně rostoucí populací. K 31. prosinci 2014 zde žilo 482 lidí. Během roku 2014 populace stoupla o 0,0 %.
| Rok            | 1961 | 1972 | 1983 | 1995 | 2001 | 2003 | 2004 | 2005 | 2006 | 2007 | 2008 | 2009 | 2010 | 2011 | 2012 | 2013 | 2014 |
| -------------- | ---- | ---- | ---- | ---- | ---- | ---- | ---- | ---- | ---- | ---- | ---- | ---- | ---- | ---- | ---- | ---- | ---- |
| Počet obyvatel | 743  | 335  | 359  | 357  | 413  | 415  | 404  | 421  | 427  | 444  | 445  | 424  | 428  | 455  | 475  | 482  | 482  |